# Лазенець
Лазенець (пол. Łazieniec) — село в Польщі, у гміні Александрув-Куявський Александровського повіту Куявсько-Поморського воєводства.
Населення — 744 особи (2011).
У 1975-1998 роках село належало до Влоцлавського воєводства.

## Демографія
Демографічна структура станом на 31 березня 2011 року:
|          | Загалом | Допрацездатний вік | Працездатний вік | Постпрацездатний вік |
| -------- | ------- | ------------------ | ---------------- | -------------------- |
| Чоловіки | 372     | 78                 | 265              | 29                   |
| Жінки    | 372     | 71                 | 241              | 60                   |
| Разом    | 744     | 149                | 506              | 89                   |